# تل مضيق
تل مضيق
تقع هذه القرية في شمال حلب بسورية وعلى بعد حوال 37 كم من حلب. وتعود تسمية هذه القرية بهذا الاسم إلى المضيق المعروف بهذه القرية وكذلك التل , حيث يوجد مضيق متميز ضمن القرية كما كان يوجد تل قديم ضمنها أيضاً.
تشتهر{ تل مضيق } بالزراعة ومن أهم المزراعات هي الحبوب بأنواعها والبقوليات والبطاطا بالإضافة إلى العديد من المزروعات حيث تمتد الأراضي الخصبة , وتقع تل مضيق  على سد الشهباء والذي يقع على مجرى نهر قويق   .
وتتميز هذه القرية بإصلها الكوردي العريق